# گونبوکیه (شهرستان گنگزنو)
گونبوکیه (به لاتین: Głębokie) یک روستا در لهستان است که در گمینا کیشکووو واقع شده‌است.